# Rolls-Royce 30 hp
O Rolls-Royce 30 hp foi um dos quatro carros produzidos como resultado de um acordo firmado em 23 de dezembro de 1904 entre Charles Rolls e Henry Royce. Com o selo Rolls-Royce, o 30 hp foi produzido durante 1905 e 1906 pela empresa de Royce, a Royce Ltd., em sua fábrica em Cooke Street, Hulme, Manchester. Foi vendido exclusivamente pela concessionária de motores da Rolls, a C.S.Rolls & Co., ao preço de 890 libras esterlinas. O motor foi exibido no Salão do Automóvel de Paris em dezembro de 1904, juntamente com os modelos 10 hp, 15 hp e 20 hp.
Claude Johnson estava ansioso para que um modelo de seis cilindros fosse incluído na linha Rolls-Royce, já que outros fabricantes de "qualidade", especialmente a Napier, os estavam adicionando às suas linhas. O 30 hp foi descontinuado quando a empresa mudou para uma política de modelo único e lançou o 40/50 (Silver Ghost).

## Motor
O motor é composto por três unidades bicilíndricas fundidas separadamente com cabeçotes monobloco, comuns aos modelos bicilíndrico de 10 cv e quadricilíndrico de 20 cv, que compartilham um diâmetro interno de 102 mm e um curso de 127 mm. É refrigerado a água e tem capacidade de 6.000 cc, com válvulas de admissão e escape laterais no cabeçote.
Um único carburador Royce é instalado. Os primeiros carros possuem um sistema de ignição de alta tensão com acumuladores pré-carregados, um trembler e um sistema de ignição por bobina; nos carros posteriores, isso é complementado por um magneto, que pode ser usado como alternativa. Como a iluminação fornecida utiliza óleo para as laterais e traseiras e acetileno para os faróis, não há outro consumo de energia nos acumuladores, que precisam ser recarregados entre as saídas. A potência é de 30 bhp a 1.000 rpm. A rotação do motor é controlada por um regulador que pode ser anulado pelo acelerador acionado por pedal.
Uma transmissão de quatro marchas, herdada do modelo 20 hp, é conectada ao motor por meio de um eixo curto. Nessa transmissão, a terceira marcha é direta e a quarta, uma relação overdrive. É utilizada uma embreagem cônica revestida em couro.

### Virabrequim
O virabrequim é sustentado por sete mancais principais, na tentativa de minimizar a vibração, um problema em muitos dos primeiros motores de seis cilindros, já que a dinâmica do layout ainda não era totalmente compreendida. Volantes de inércia são instalados tanto na parte dianteira quanto na traseira do virabrequim. Depois que alguns carros antigos sofreram com virabrequins quebrados, Royce modificou o volante dianteiro para incorporar um amortecedor harmônico, o que superou o problema.

## Carro
O carro atinge uma velocidade máxima de 89 km/h. Há um freio de transmissão operando em um tambor de 318 mm instalado atrás da caixa de câmbio, operado por pedal, e freios a tambor expansíveis internos de 305 mm no eixo traseiro, operados pela alavanca do freio de mão. A suspensão é por molas de lâmina semielípticas nos eixos dianteiro e traseiro, com uma mola auxiliar transversal adicional na traseira. O eixo é localizado por um suporte triangular que liga o eixo e o chassi, e o impulso da transmissão principal é transmitido ao carro por ligações entre as extremidades do eixo e os suportes das molas dianteiras. Dessa forma, as molas são responsáveis apenas pela suspensão. Rodas do tipo artilharia com raios de madeira foram instaladas.
Dois comprimentos de chassi foram feitos: o curto tem 2.845 mm de comprimento e o longo 2.997 mm. A bitola é a mesma em ambos os comprimentos, com 1.422 mm.{{sfnp|Bird|Hallows|2002|pages= } A Rolls-Royce não fornecia a carroceria. Em vez disso, os carros eram vendidos em forma de chassis para que o cliente contratasse sua própria encarroçadora. Foram produzidos carros fechados e abertos. Dos 37 ou possivelmente 38 carros produzidos, três foram exportados para os EUA, um para o Canadá e um para a Alemanha.
Só se sabe de um carro, um modelo de entre-eixos curto com número de chassis 26355, que sobreviveu.